# Darnius

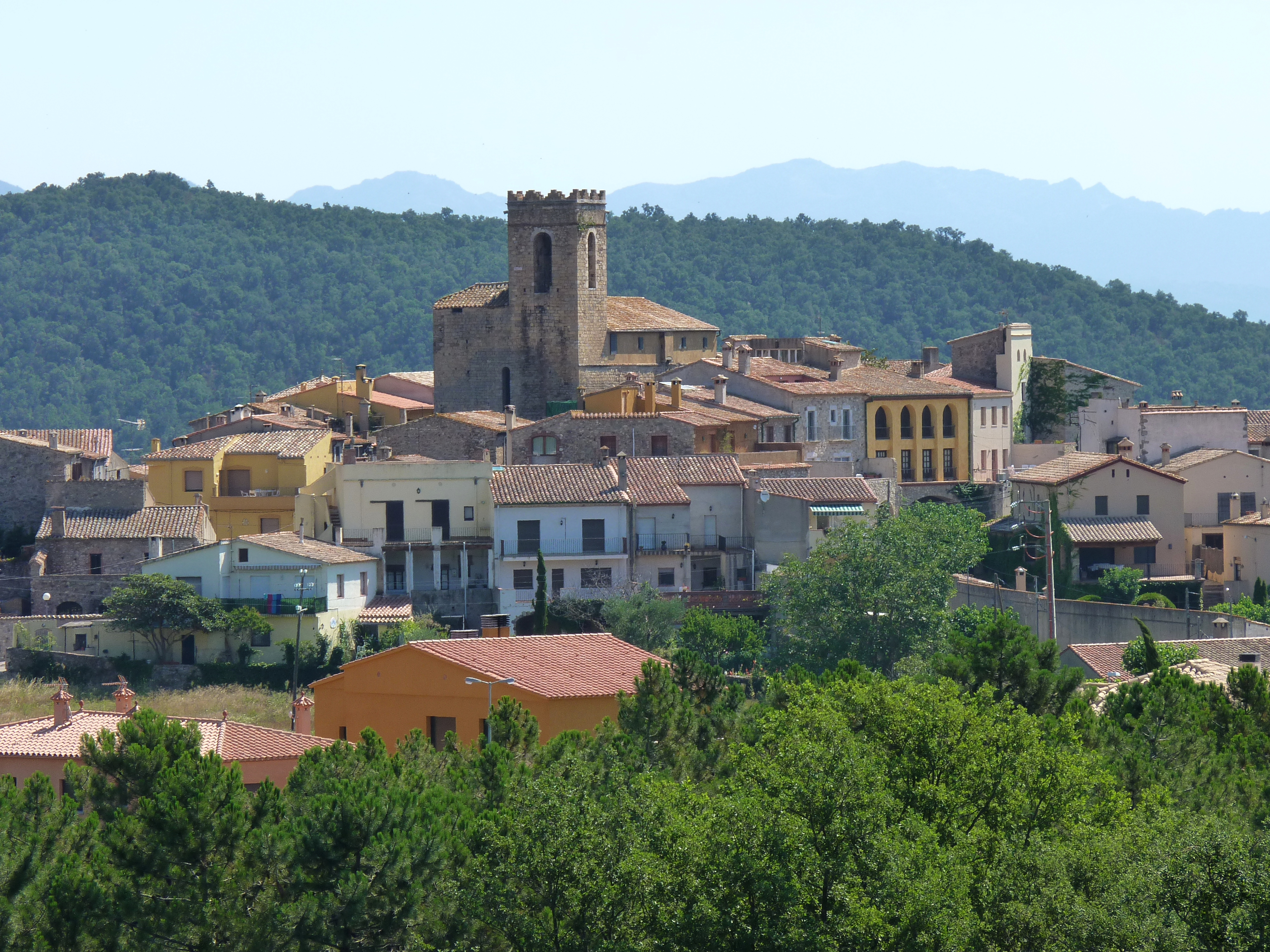

Darnius is een dorp en gemeente in de autonome regio Catalonië met een oppervlakte van 35 km². Het plaatsje ligt in de provincie Girona en het daarin gelegen deelgebied Alt Empordà. Darnius telt 550 inwoners (1 januari 2016).

## Geografie
De stad Girona, waar een vliegveld is, ligt op ongeveer 50 km van Darnius. Op ruim 150 km afstand ligt Barcelona. In het op 18 km gelegen Figueres is het dichtstbijzijnde spoorwegstation.

## Demografische ontwikkeling
Bron: INE, 1857-2011: volkstellingen
Opm.: In 1857 werd de gemeente Montroig aangehecht

## Bezienswaardigheden
- Dòlmen del Mas Puig de Caneres (megaliet)
- Església de Santa Maria (kerk)
- Ermita de Sant Esteve del Llop (klooster)[1]
- Castell de Mont-roig (kasteel)
- Pantà de Boadella (stuwmeer)